# Lycophron de Corinthe
Pour les articles homonymes, voir Lycophron (homonymie).
Lycophron de Corinthe est l'un des fils du tyran Périandre qui régnait à Corinthe au VIIe siècle av. J.-C. Il est le fils de Périandre et de son épouse. Lycophron est mentionné par plusieurs variantes d'un récit à propos de son conflit avec son père. Le Dictionary of Greek and Roman Biography and Mythology situe la mort de Lycophron aux environs de 586 av. J.-C.

## Vie
L'épouse de Périandre, mère de Lycophron, s'appelait Mélissa ; selon Diogène Laërce, elle s'appelait Lysis, et « Mélissa » était le surnom que lui avait donné Périandre. Selon Hérodote, repris par Diodore, Périandre en avait deux fils, dont l'aîné, Kypsélos, était intellectuellement déficient, tandis que le plus jeune, Lycophron, était intelligent. À un moment donné, Périandre se rendit coupable du meurtre de son épouse. Les versions d'Hérodote et de Diogène Laërce (le second écrivant bien après le premier) diffèrent légèrement à propos des circonstances du meurtre et de ses conséquences à long terme ; tous deux s'accordent cependant pour affirmer que Lycophron entre en conflit avec son père en lui reprochant ce meurtre, et qu'il est tué par les habitants de Corcyre au moment où Périandre, parvenu à la vieillesse, venait de se réconcilier avec lui et d'obtenir qu'il lui succède sur le trône de Corinthe.

### La version d'Hérodote
Selon Hérodote, les fils de Périandre ignorèrent d'abord qui était l'auteur du meurtre, jusqu'au moment où leur grand-père, le tyran d'Épidaure Proclès, insinua auprès d'eux, au cours d'une visite à la cour, que le coupable était leur père ; seul Lycophron comprit l'allusion. Il en conçut une telle douleur qu'il refusa de communiquer de quelque façon avec Périandre ; ce dernier, furieux, finit par le chasser du palais. Lycophron persista dans cette résolution malgré les privations croissantes auxquelles son père le soumit, de sorte que Périandre finit par l'exiler dans une autre cité qu'il contrôlait alors, Corcyre ; puis il partit en guerre contre Épidaure et captura Proclès. Plus tard, parvenu à un âge avancé, Périandre tenta une réconciliation avec son fils afin de lui permettre de lui succéder sur le trône. Lycophron finit par accepter de revenir à Corinthe à condition que Périandre parte terminer sa vie à Corcyre ; mais les habitants de Corcyre apprirent l'arrangement et tuèrent Lycophron pour empêcher Périandre de venir s'installer chez eux. Hérodote indique aussi que, pour tirer vengeance de Corcyre, Périandre choisit les enfants des plus grandes familles de la ville et les envoya à Sardes pour qu'ils y deviennent eunuques. 

### La version de Diogène Laërce
Selon Diogène Laërce, Périandre avait été irrité contre sa femme par ses concubines : il tua alors Mélissa au cours d'un accès de colère, soit en la précipitant du haut des marches de son palais, soit en lui donnant un coup de pied alors qu'elle était enceinte, après quoi il fit brûler les concubines. À propos du conflit entre Lycophron et son père, Diogène indique seulement que Périandre exila Lycophron à Corcyre pour avoir témoigné de la douleur après la mort de sa mère, puis le rappela dans sa vieillesse pour lui confier la tyrannie, mais que les habitants de Corcyre, lorsqu'ils apprirent son projet, tuèrent Lycophron. Il évoque comme Hérodote le châtiment réservé par Périandre aux Corcyréens, mais ajoute qu'au moment où le navire transportant les captifs passait devant Samos, les jeunes gens invoquèrent Héra et furent alors délivrés par les gens de Samos ; Périandre mourut de douleur en apprenant la nouvelle.